# Frimley Green
Frimley Green is een dorp in het district Surrey Heath in het Engelse graafschap Surrey. 
Het dorp heeft zijn naamgeving te danken aan het feit dat het aan een brink (village green) gelegen is. Nabijgelegen plaatsen zijn de gemeentes Camberley, Frimley en Guildford.
Het Lakeside Leisure Complex, liggend in het dorp, was van 1986 tot 2019 de jaarlijkse gastheer van het wereldkampioenschap darts (Lakeside, voorheen Embassy) van de British Darts Organisation. Dit toernooi keerde in 2022 terug onder de naam WDF World Darts Championship.